# Finalen av Copa Libertadores 1980
Finalen av Copa Libertadores 1980 spelade för att kora en vinnare i tävlingen. Matcherna spelades mellan brasilianska Internacional och uruguayanska Nacional, som Nacional segrade i med totalt 1-0.

## Tidigare finaler
| Lag           | Tidigare finaler       |
| ------------- | ---------------------- |
| Internacional | Inga                   |
| Nacional      | 1964, 1967, 1969, 1971 |